# 雷雨 (話劇)
《雷雨》是中国现代剧作家曹禺的处女作，其背景是民國時期的天津。1934年7月，曹禺23岁时，该剧本由巴金任编委的《文学季刊》发表。《雷雨》曾多次被搬上舞台及拍成电影，也是北京人民艺术剧院的保留剧目。它也被改编为黄梅戏。

## 主要人物
- 周樸园：55岁，某矿业公司的董事长，年轻时曾有一位女傭情人侍萍，在家庭压力下弃侍萍另娶。
- 蘩　漪：35岁，周樸园之妻。
- 魯侍萍：50岁，女傭，原姓梅，周樸园的旧情人。三十多年前和周樸园私生了周萍，怀了鲁大海后，被周家赶出门，跳河获救，嫁给周家的僕人鲁贵，生下女儿鲁四凤。
- 周　萍：28岁，周樸园和鲁侍萍的长子，周家少爷，与继母蘩漪私通。
- 鲁大海：27岁，周樸园和鲁侍萍的次子，随母亲生活，矿业公司的工人，工运领袖。
- 周　冲：17岁，周樸园和蘩漪的独子，学生，暗恋四凤。
- 鲁四凤：18岁，鲁贵和鲁侍萍的独女，在周家当女傭，在不知情下与周萍相恋并怀孕。
- 鲁　贵：48岁，周家仆人，鲁侍萍的丈夫，鲁四凤的父亲。

## 流行文化
2019年動畫《非人哉》第十一話，由九月使用尾巴自導自演《雷雨》。

## 首演
《雷雨》的首演问题，以往学术界比较一直的看法是《雷雨》首演于1935年4月27日至29日的日本东京，但最近几年不断被新发现的物证和人证所证明，这一看法有问题。2007年11月曹禺研究界在中国浙江省绍兴市召开会议，经过论证重新确定《雷雨》的首演地是中国浙江省上虞县的春晖中学，演出时间是1934年12月2日，比东京的正式演出要早四个多月。